# Flügelband

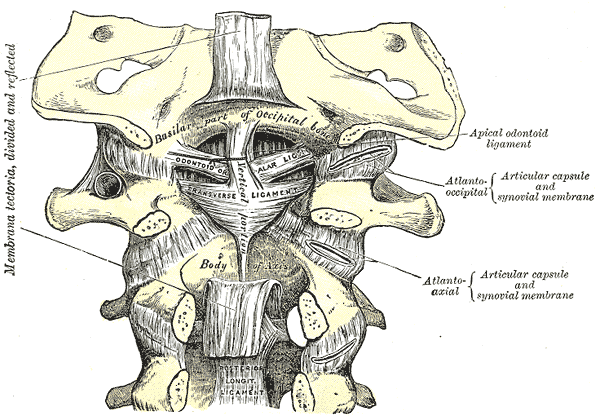
Membrana tectoria, transverse und Ligamenta alaria

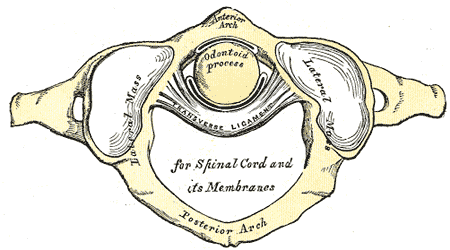
Atlas-Dreher-Gelenk von oben mit den Flügelbändern, den Ligamenta alaria

Die Flügelbänder (Syn.: Alarbänder, Alarligamente; Ligamenta alaria; Singular Ligamentum alare, engl. check ligament of the odontoid) sind kurze, äußerst zähe, fibröse Fasern (Bänder) im Bereich der Kopfgelenke.
Die Ligamenta alaria ziehen von der dorsolateralen Fläche der Spitze des Dens axis zum ventromedialen Rand der Kondylen (Condyli occipitales) des Hinterhauptsbeins (Os occipitale) am Rand des Hinterhauptslochs. Ihre kaudalen Fasern inserieren an der Massa lateralis des Atlas. Das rechte und linke Band bilden miteinander einen Winkel von ungefähr 170°.
Die Ligamenta alaria (oft als Ligg. alaria abgekürzt) haben vor allem Brems- und Haltefunktion. In Neutral-Null-Position sind einige Faseranteile gespannt, andere entspannt. Sie verhindern die seitliche Verschiebung des Kopfes bei Rotation gegenüber den beiden Kopfgelenken. Sie begrenzen zudem Beugung und Achsenrotation des Schädels gegenüber der Halswirbelsäule. Sie sorgen dafür, den zweiten Halswirbel – und mit ihm verbunden den ersten Halswirbel – gegenüber der Schädelbasis zentriert zu halten. Insbesondere bei Seitwärtsneigung (Lateralflexion) und Rotationen des Kopfes verhindern sie durch ihre anatomische Situation Translation und Subluxation der Wirbel.

## Verletzungen der Ligamenta alaria
Verletzungen der Alarbänder entstehen in Zusammenhang mit Verletzungen der Halswirbelsäule.
Eine exemplarische Verletzung ist die Fraktur der Occipitalkondylen Typ III nach Anderson und Montesanto im Sinne eines knöchernen Bandausrisses eines / der Ligg. alaria infolge einer forcierten Lateralflexion oder Rotation des Kopfes. Auch die Typ I Densfraktur nach Anderson und D'Alonzo kann als knöcherner Bandausriss der Ligg. alaria verstanden werden. Weitere Verletzungen sind die Atlantookzipitale Dissoziation, die Atlanto-axiale Rotationsinstabilität (AARI),
Die Verdachtsdiagnose kann im Rahmen einer Computertomographie aufgrund indirekter Zeichen gestellt werden (Fragmentdarstellung beim knöchernen Bandausriss, Seitabweichung des Dens axis bei einseitiger Ruptur). Die Diagnosesicherung gelingt meist mit dem MRT.